# Mozartovy sady
Mozartovy sady (Mozartův park) se nacházejí v Karlových Varech ve svahu nedaleko hřbitovního kostela svatého Ondřeje. Jsou ohraničeny ulicemi Ondřejská, Bezručova a I. P. Pavlova. Táhnou se od bazénu hotelu Thermal po kostel svatého Ondřeje. Mozartovy sady zde byly založeny v roce 1911 a pojmenovány po Franzi Xaveru Wolfgangu Mozartovi, který zde byl roku 1844 pohřben.

## Historie
Po epidemii roku 1784 byl v těchto místech za Ostrovskou branou na konci Ostrovské uličky (ulice Ondřejská) na severovýchodním okraji města založen městský hřbitov místo dosavadního hřbitova u kostela svaté Máří Magdaleny. Od roku 1859 se pohřbívalo i na novém hřbitově v Drahovicích. Ondřejský hřbitov byl zrušen a roku 1913 přeměněn na park.
Severně od kostela svatého Ondřeje se nacházejí zbytky původního hřbitova, který zde fungoval do roku 1911, kdy byl hřbitov začleněn do parku.

### Osobnosti
Na bývalém hřbitově, v centrální části parku, je nad cestou instalováno 20 kamenných náhrobků osobností z 18. a 19. století. Náhrobky jsou sestaveny do půdorysu velkého půlkruhu. Jsou zde například náhrobky:
- hrabě Joseph von Bolz (1764–1834) – mecenáš Karlových Varů (kamenný náhrobek)
- Franz Xaver Wolfgang Mozart (1791–1844) – hudební skladatel a klavírista, syn Wolfganga Amadea Mozarta (empírový náhrobek)
- Franz Becher (zemřel roku 1837)
- Friedrich Gilly (1771–1800) – berlínský architekt stylu empíru (kamenný náhrobek)
- Franz Franieck (1800–1859) – karlovarský knihtiskař a nakladatel (kamenný náhrobek)
- Karl Wilhelm Gottlob Wills (1753–1808) – drážďanský senátor (barokní kamenný náhrobek)
- Samuel Kleber (1787–1831) – obchodník ze Saarbrückenu (kamenný sloup ovinutý břečťanem)
- David Becher (1725–1792) – karlovarský lázeňský lékař a hippokrat (barokní kamenný náhrobek)
- Rudolf Mannl (1812–1863) – karlovarský lázeňský lékař, poslanec městského zastupitelstva
- Johann Ritter von Weyrother († 1817) – hejtman Loketského kraje
- August F. Gfroerer (1803–1861) z Calwu ve Württembersku
- Náhrobek ve tvaru sloupu s urnou a truchlící ženou (kolem 1800), klasicistní socha z okruhu Václava Prachnera

U presbytáře kostela svatého Ondřeje:
- Jean de Carro (1770–1857) – karlovarský lázeňský lékař, balneolog, přítel českého národa a propagátor Karlových Varů (pseudogotický náhrobek)

## Galerie

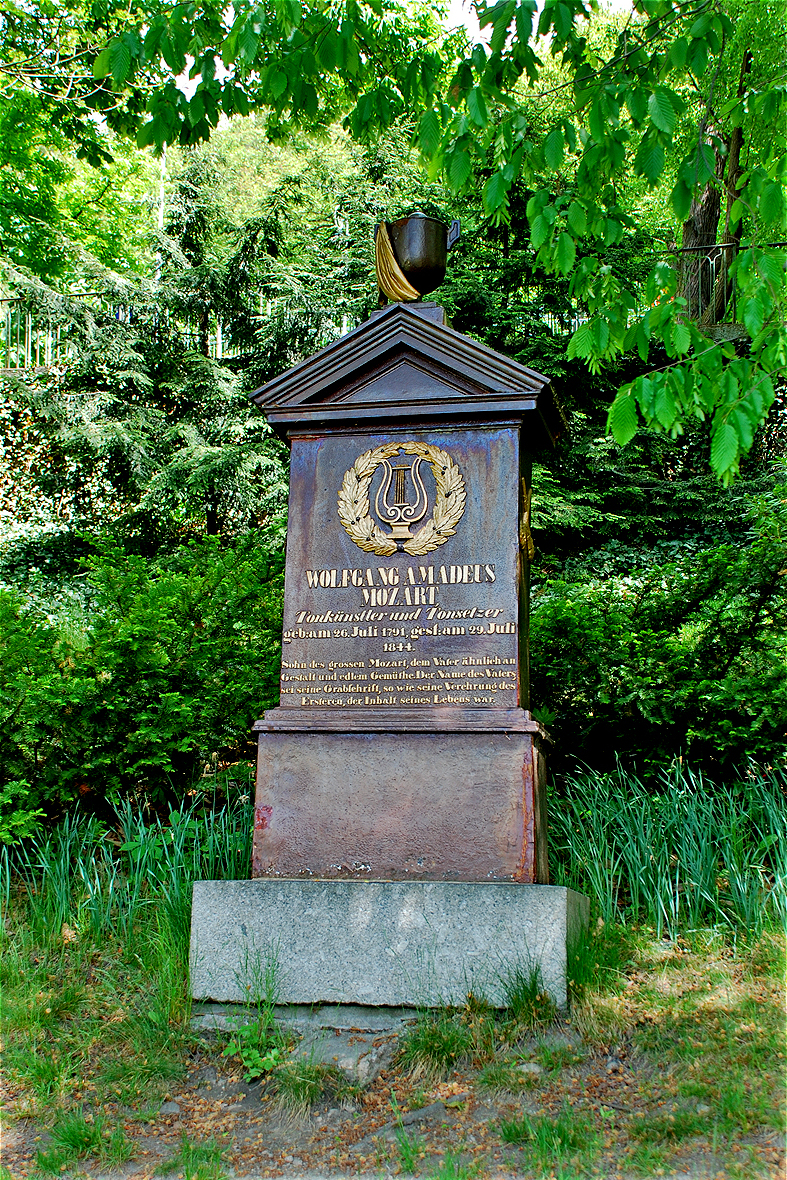
Náhrobek F. X. Mozarta
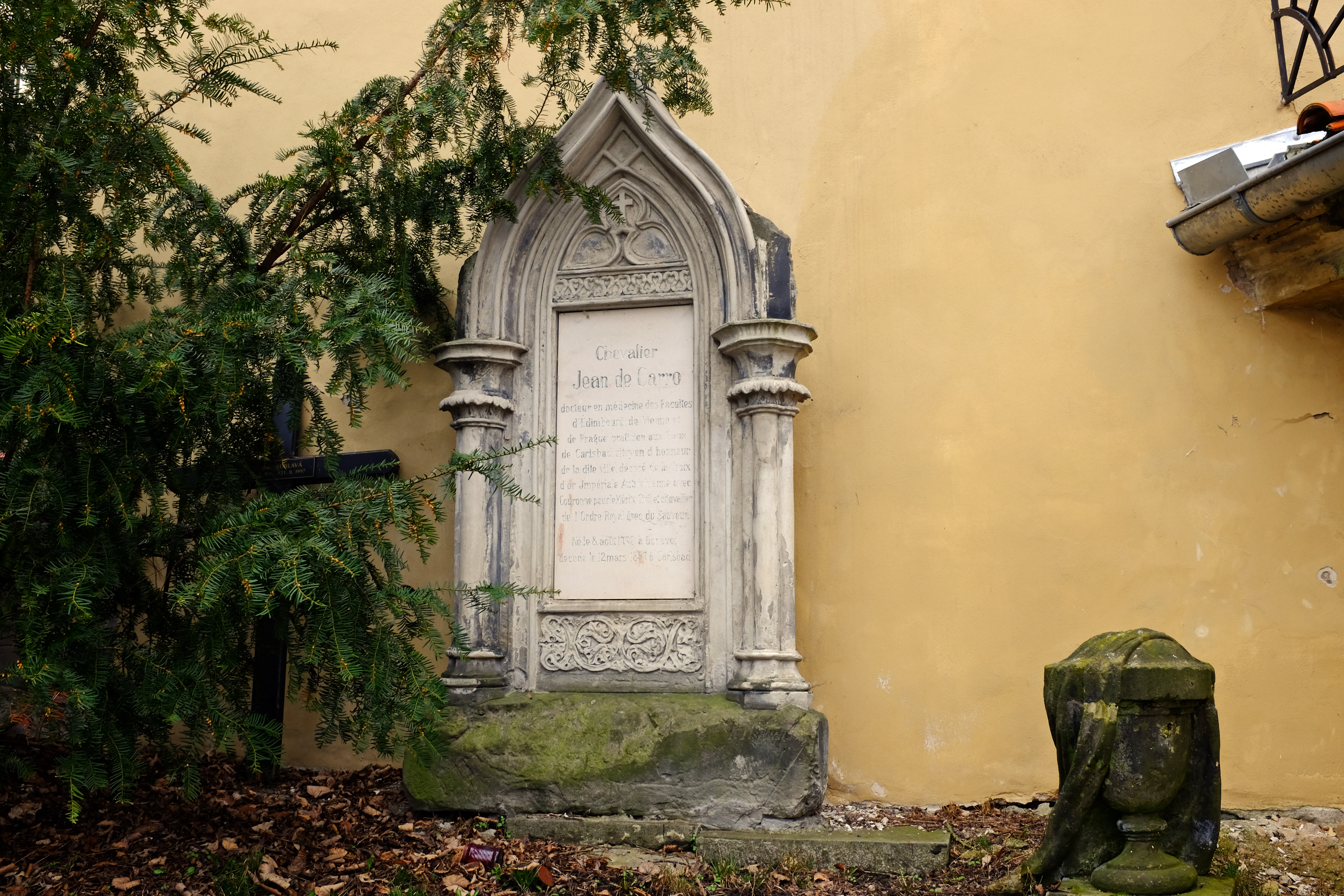
Náhrobek Jeana de Carro
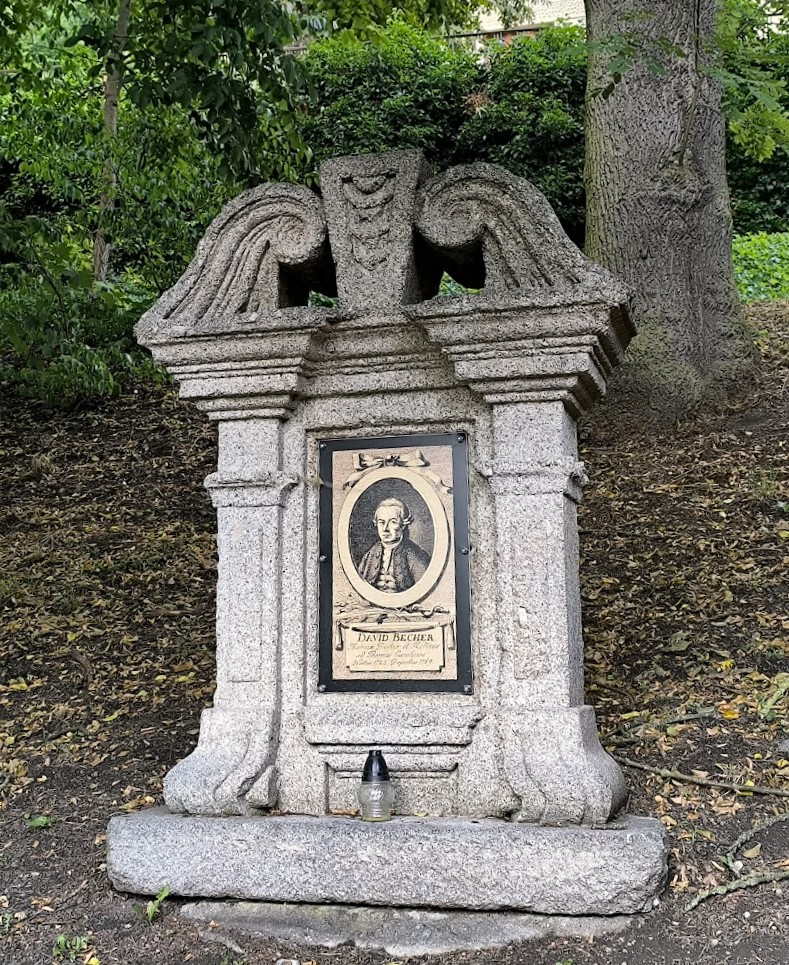
Náhrobek Davida Bechera
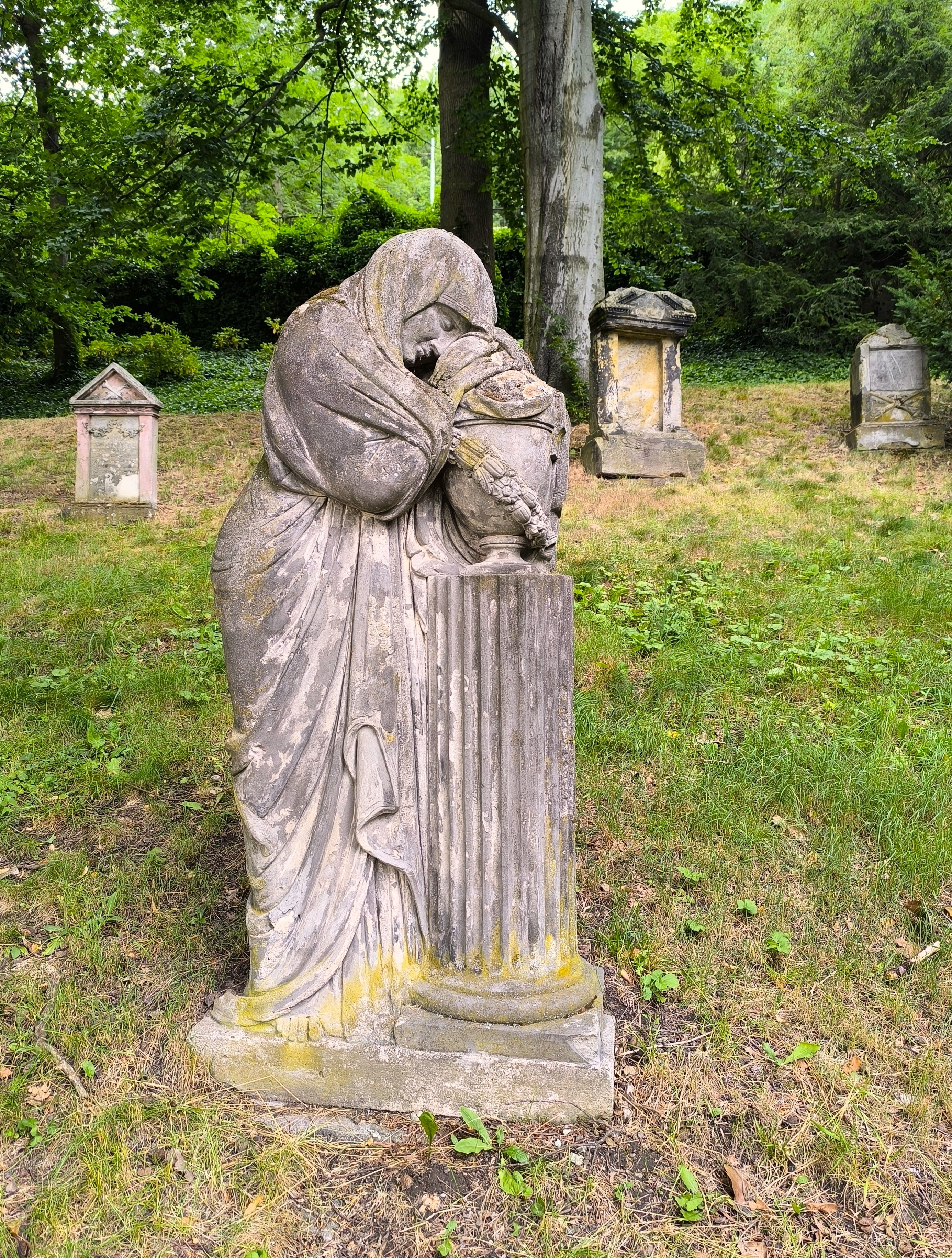
Náhrobek s truchlící ženou
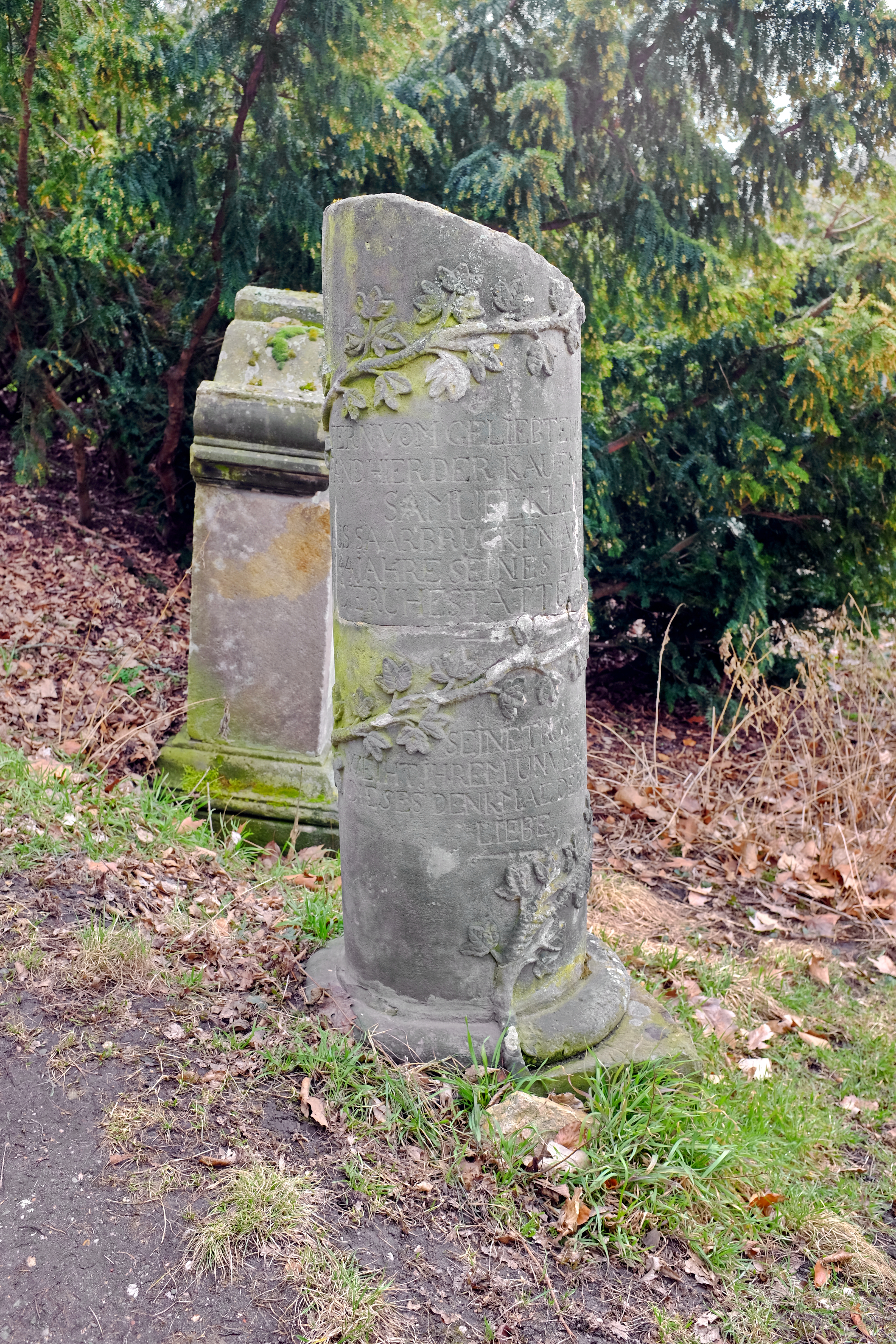
Náhrobek Samuela Klebera